# Ognjana Petrowa
Ognjana Georgiewa Petrowa także Ognjana Petkowa, po mężu Duszewa (buł. Огняна Георгиева Петрова, zam. Душева, ur. 20 grudnia 1964 w Swilengradzie) – bułgarska kajakarka. Brązowa medalistka olimpijska z Seulu.
Zawody w 1988 były jej jedynymi igrzyskami olimpijskimi. Zdobyła brąz w kajakowej czwórce na dystansie 500 metrów. Osadę tworzyły również Wania Geszewa, Diana Palijska i Borisława Iwanowa. W 1987 zdobyła brązowy medal mistrzostw świata w kajakowych dwójkach na dystansie 500 metrów.